# Strada statale 379 Egnazia e delle Terme di Torre Canne
La strada statale 379 di Egnazia e delle Terme di Torre Canne (SS 379) è una strada statale che corre lungo la costa dei trulli per un tratto della provincia di Brindisi.

## Percorso
Rappresenta un'arteria di prolungamento costiero della strada statale 16 Adriatica la quale, per un tratto, abbandona il mare per attraversare nell'entroterra il centro del comune di Fasano, alcune sue frazioni come Pezze di Greco, Speziale, Montalbano, il comune di Ostuni, Carovigno e San Vito dei Normanni. Questa infrastruttura si presenta come una moderna superstrada a scorrimento rapido, provvista di svincoli e di un certo numero di aree di servizio.
Le uscite della SS 379 portano dal lato mare alle spiagge e calette della riviera dei trulli e dal lato monte al cuore dell'Altosalento con i trulli e i suggestivi bianchi centri storici (Carovigno, Ostuni, Ceglie Messapica, Cisternino).
La strada statale 379 fa parte della strada europea E55.
È stata istituita nel 1962 con il tracciato "Monopoli-Brindisi" e successivamente è stata allargata a quattro corsie. Il tratto iniziale "Monopoli-Torre Canne" è stato declassificato a strada provinciale e trasferito alla città metropolitana di Bari e alla provincia di Brindisi che lo hanno riclassificato rispettivamente strada provinciale 213 e strada provinciale 90. Detta strada a due corsie rasenta l'area archeologica di Egnazia.
Classificata come strada extraurbana principale (anche se la segnaletica prevista per legge è presente solo in alcuni ingressi), è costituita da due carreggiate separate da spartitraffico, con due corsie per senso di marcia, e non presenta incroci a raso né attraversamenti urbani. Il limite di velocità è fissato, su parte del tracciato, a 110 chilometri orari.

## Tabella percorso
| Egnazia e delle Terme di Torre Canne tratto Fasano - Brindisi                                                       | |      |                            |           |                |
| Tipo | Uscita | km   | Note                       | Provincia | Strada Europea |
| | Adriatica Bari - Foggia Bologna-Taranto Napoli-Canosa                                                              | 0,0  |                            | BR        |                |
| | Fasano Sud Pezze di Greco Adriatica Ostuni Carovigno San Vito dei Normanni Cisternino Ceglie Messapica             | 0,0  |                            | BR        |                |
| | Strada Comunale "San Marco" Zona industriale                                                                       | 1,8  |                            | BR        |                |
| | Torre Spaccata | 4,7  |                            | BR        |                |
| | Cisternino Stazione di Cisternino                                                                                  | 6,5  |                            | BR        |                |
| Torre Canne Nord Terme di Torre Canne                                                                               | | 6,5  |                            | BR        |                |
| | Torre Canne Sud Montalbano Terme di Torre Canne Mare                                                               | 8,9  |                            | BR        |                |
| | Area di servizio                                                                                                   | 9,2  | Solo in direzione Brindisi | BR        |                |
| | Viabilità di servizio                                                                                              | 11,7 | Solo in direzione Brindisi | BR        |                |
| | Rosa Marina Pilone Ostuni Ceglie Messapica                                                                         | 14,0 |                            | BR        |                |
| | Area di servizio                                                                                                   | 14,9 | Solo in direzione Brindisi | BR        |                |
| | Monticelli Rosa Marina Diana Marina                                                                                | 16,2 |                            | BR        |                |
| | Area di servizio                                                                                                   | 16,3 | Solo in direzione Bari     | BR        |                |
| | Area di servizio                                                                                                   | 16,6 | Solo in direzione Brindisi | BR        |                |
| | Villanova Diana Marina Ostuni Ceglie Messapica San Michele Salentino                                               | 17,7 |                            | BR        |                |
| | Area di servizio                                                                                                   | 19,5 | Solo in direzione Brindisi | BR        |                |
| | Strada Comunale "Fontanelle"                                                                                       | 19,8 |                            | BR        |                |
| | Gorgognolo | 21,6 |                            | BR        |                |
| | Costa Merlata Cala dei Ginepri                                                                                     | 23,1 |                            | BR        |                |
| | Torre Pozzella Lamaforca Villaggio turistico Ostuni                                                                | 25,5 |                            | BR        |                |
| | Torre Santa Sabina Carovigno San Michele Salentino                                                                 | 28,4 |                            | BR        |                |
| | Pantanagianni Morgicchio                                                                                           | 30,4 |                            | BR        |                |
| | Area di servizio                                                                                                   | 31,4 | Solo in direzione Brindisi | BR        |                |
| | Specchiolla Castello Dentice di Frasso San Vito dei Normanni Latiano Mesagne                                       | 32,6 |                            | BR        |                |
| | Serranova Punta Penna Grossa Torre Guaceto Castello di Serranova San Vito dei Normanni                             | 35,3 |                            | BR        |                |
| | Litoranea Apani Punta Penna Grossa Stazione di San Vito dei Normanni                                               | 41,0 |                            | BR        |                |
| | Litoranea Adriatica                                                                                                | 43,3 |                            | BR        |                |
| | Viabilità di servizio Contrada Jaddico Santuario S.Maria Madre della Chiesa                                        | 45,3 |                            | BR        |                |
| | Area di servizio                                                                                                   | 47,8 | Solo in direzione Bari     | BR        |                |
| | Area di servizio                                                                                                   | 48,8 | Solo in direzione Brindisi | BR        |                |
| | Brindisi Paradiso Aeroporto "Antonio Papola" dell'Aeroporto di Brindisi Chiesa di Santa Maria del Casale Litoranea | 49,2 |                            | BR        |                |
| | Area di servizio                                                                                                   | 49,7 | Solo in direzione Bari     | BR        |                |
| | San Vito dei Normanni SP ex Ceglie Messapica SP ex Martina Franca                                                  | 50,7 |                            | BR        |                |
| Brindisi Casale Brindisi Montenegro Chiesa di Santa Maria del Casale Stadio "Fanuzzi" Università Aeroporto militare | | 50,7 |                            | BR        |                |
| | Brindisi Centro Adriatica Lecce Taranto Porto di Brindisi                                                          | 51,0 |                            | BR        |                |